# Łada Kalina
Łada Kalina – zaprezentowany w 1999 roku niewielki, 5-drzwiowy hatchback Kalina 1119, napędzany silnikami 1,6l/81 KM lub 1,4l/90 KM (prędkość maksymalna 162–167 km/h) wszedł do produkcji małoseryjnej w 2005 r., a wielkoseryjnej 21 lipca 2006. Sprzedaż rozpoczęła się 4 sierpnia 2006 roku.
W 2005 r. zadebiutował hatchback Kalina Sport z silnikiem 1,4l/113 KM (200 km/h), który jest przeznaczony do wyścigów. W 2006 natomiast światło dzienne ujrzała wersja GTI napędzana jednostką o pojemności 1,6l i mocy 116 KM (185 km/h).
9 lipca 2008 rozpoczęła się produkcja modelu Lada Kalina Sport (pierwsze zdjęcia pojawiły się 15 maja), pojazd ten wyposażono w silnik 1.4 16v o mocy 90KM oraz fabryczny pakiet stylistyczny, nadający autu sportowy charakter. Już 4 września tego samego roku dołączył silnik 1.6.

## Lada Kalina Sedan
W 2000 roku został zaprezentowany i 18 listopada 2004 r. wszedł do produkcji taśmowej sedan Kalina 1118, z silnikami 1,6l/81 KM lub 1,4l/90 KM.

## Lada Kalina Universal/Kalina 1117
W 2001 r. AwtoWAZ zaprezentował odmianę kombi Kalina 1117 z takimi samymi silnikami jak sedan. Produkcja tego modelu rozpoczęto 26 grudnia 2007, a do sprzedaży wprowadzony został w styczniu 2008 roku. Pojazd ten posiada te same silniki co modele 1118 i 1119.
W 2006 r. zostało zaprezentowane kombi Kalina 4x4 z silnikiem 1,8l/99 KM (185 km/h, produkcja od 2008 roku).

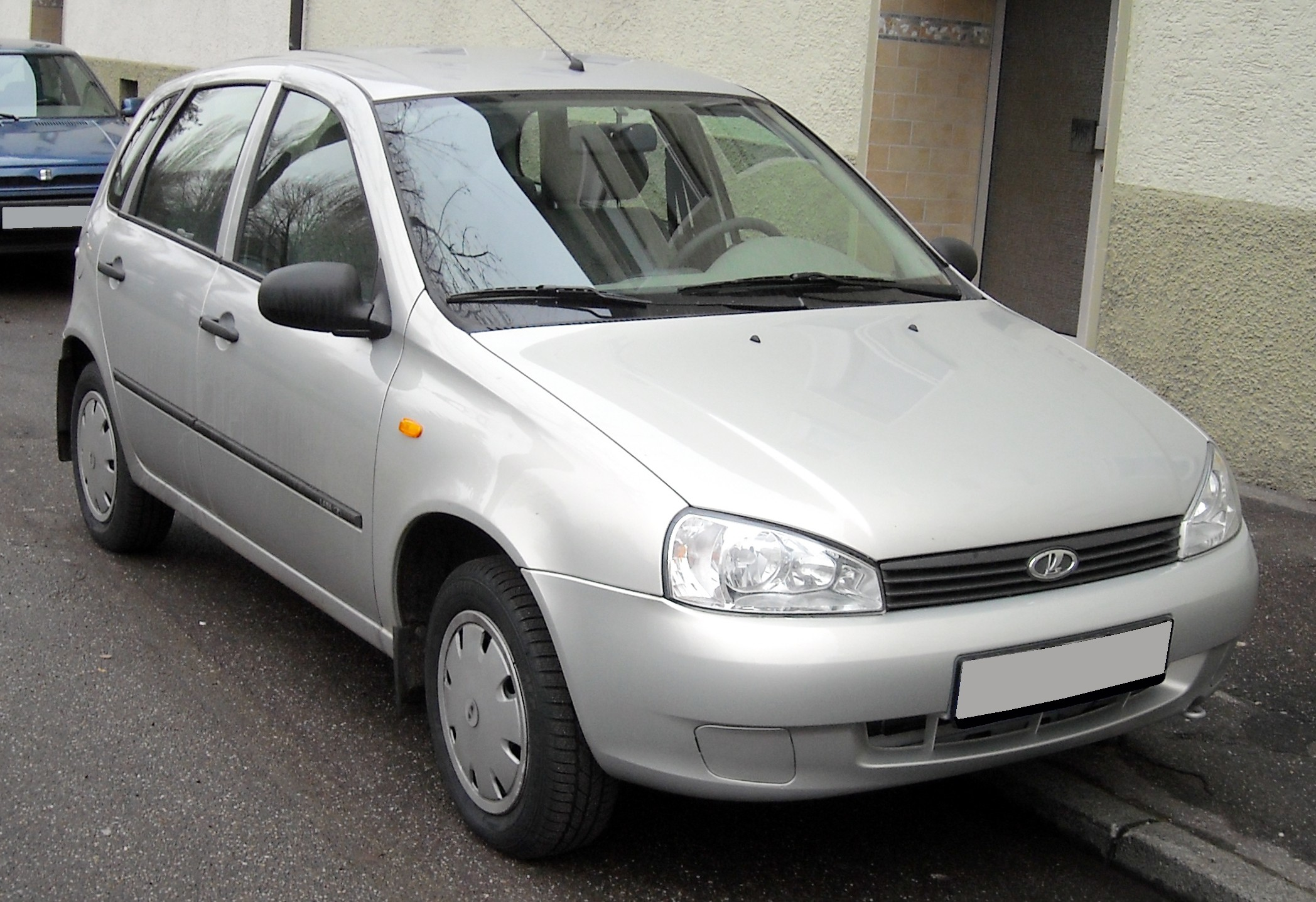
Łada Kalina 1119
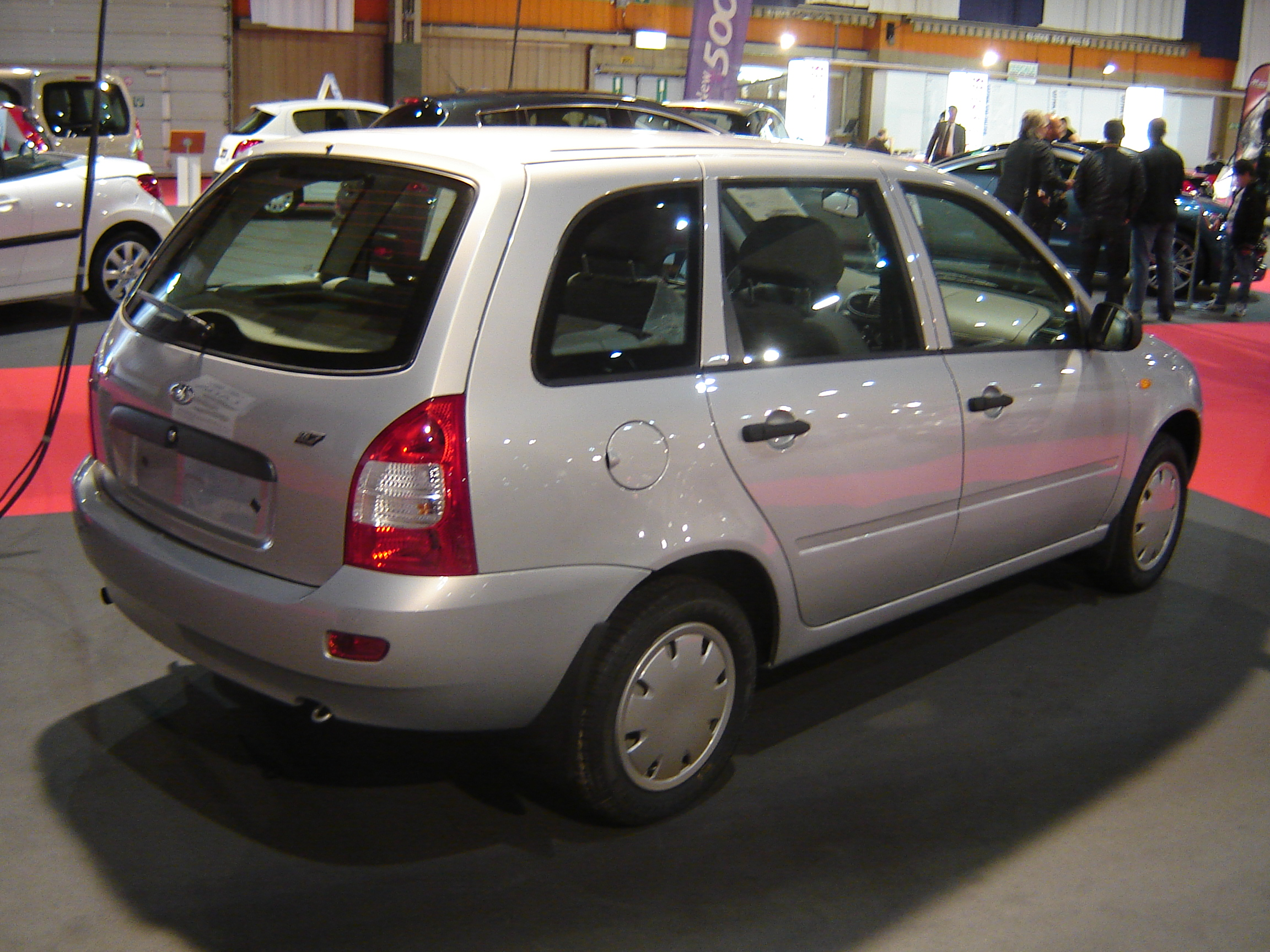
Łada Kalina 1117
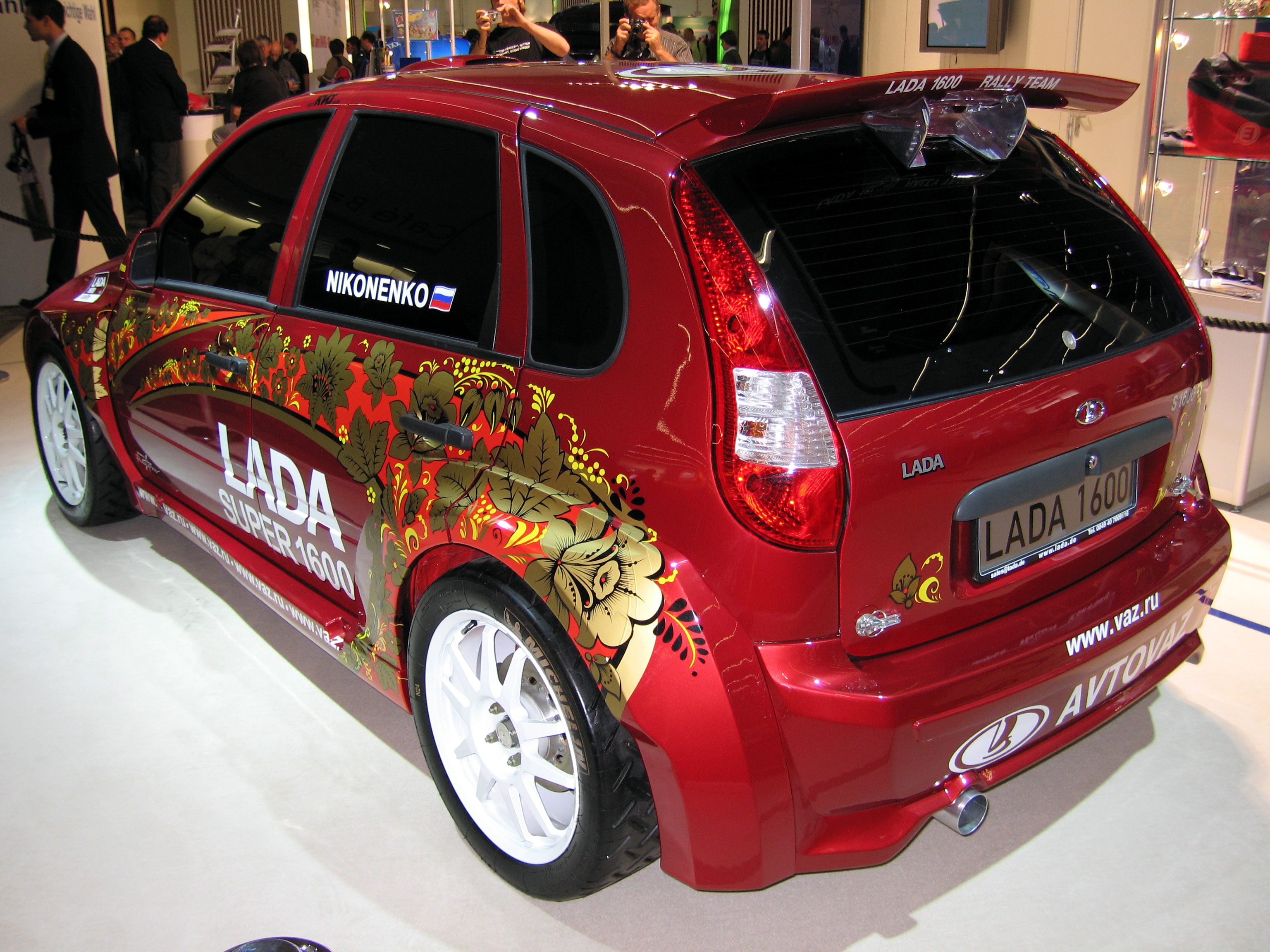
Łada Kalina Super 1600